# Jassa pusilla
Jassa pusilla is een vlokreeftensoort uit de familie van de Ischyroceridae. De wetenschappelijke naam van de soort werd in 1894 voor het eerst geldig gepubliceerd door Georg Ossian Sars.